# الأسطول الأصفر

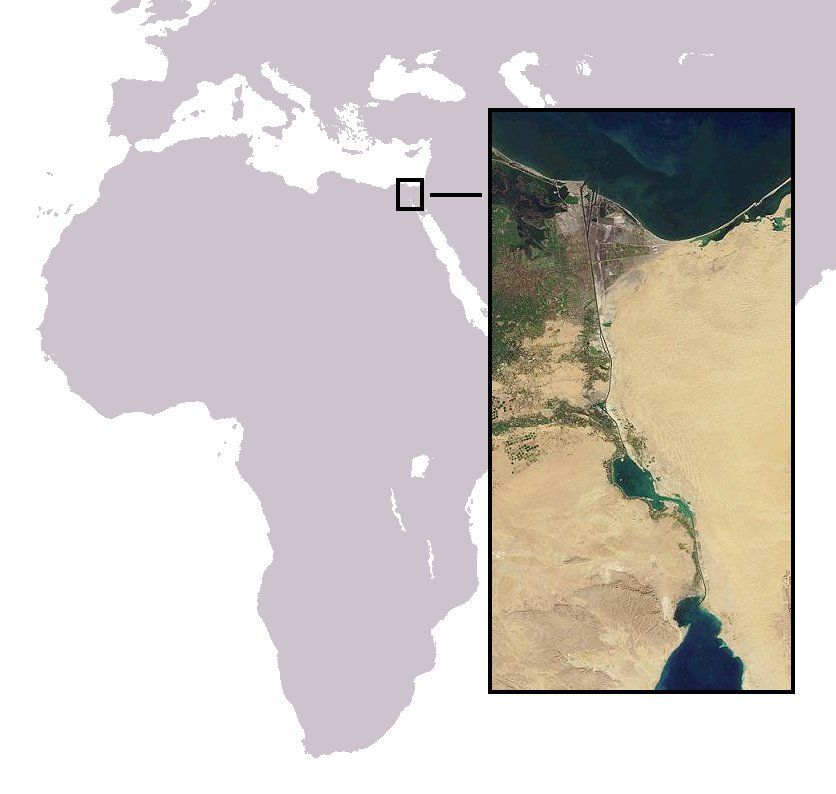
قناة السويس.

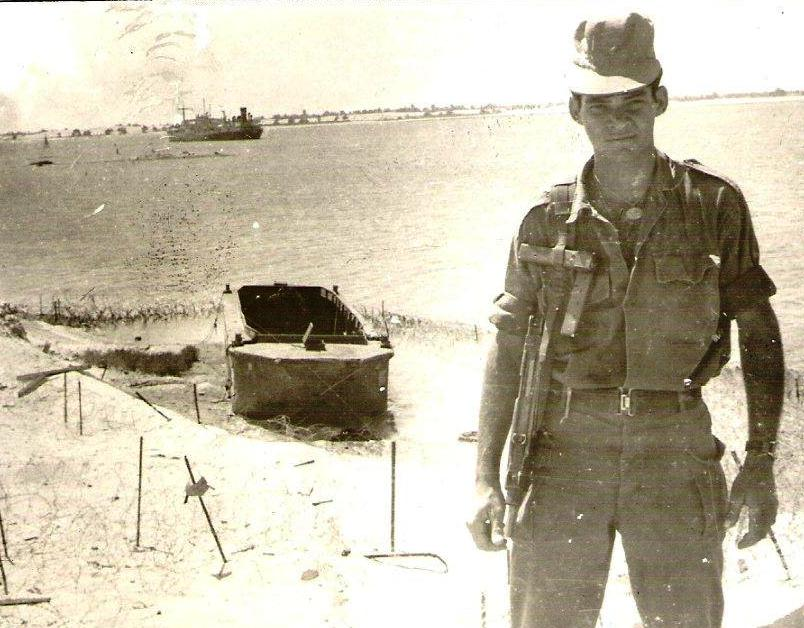
إحدى السفن المحاصرة عام 1973 (اعلى يسار الصورة)

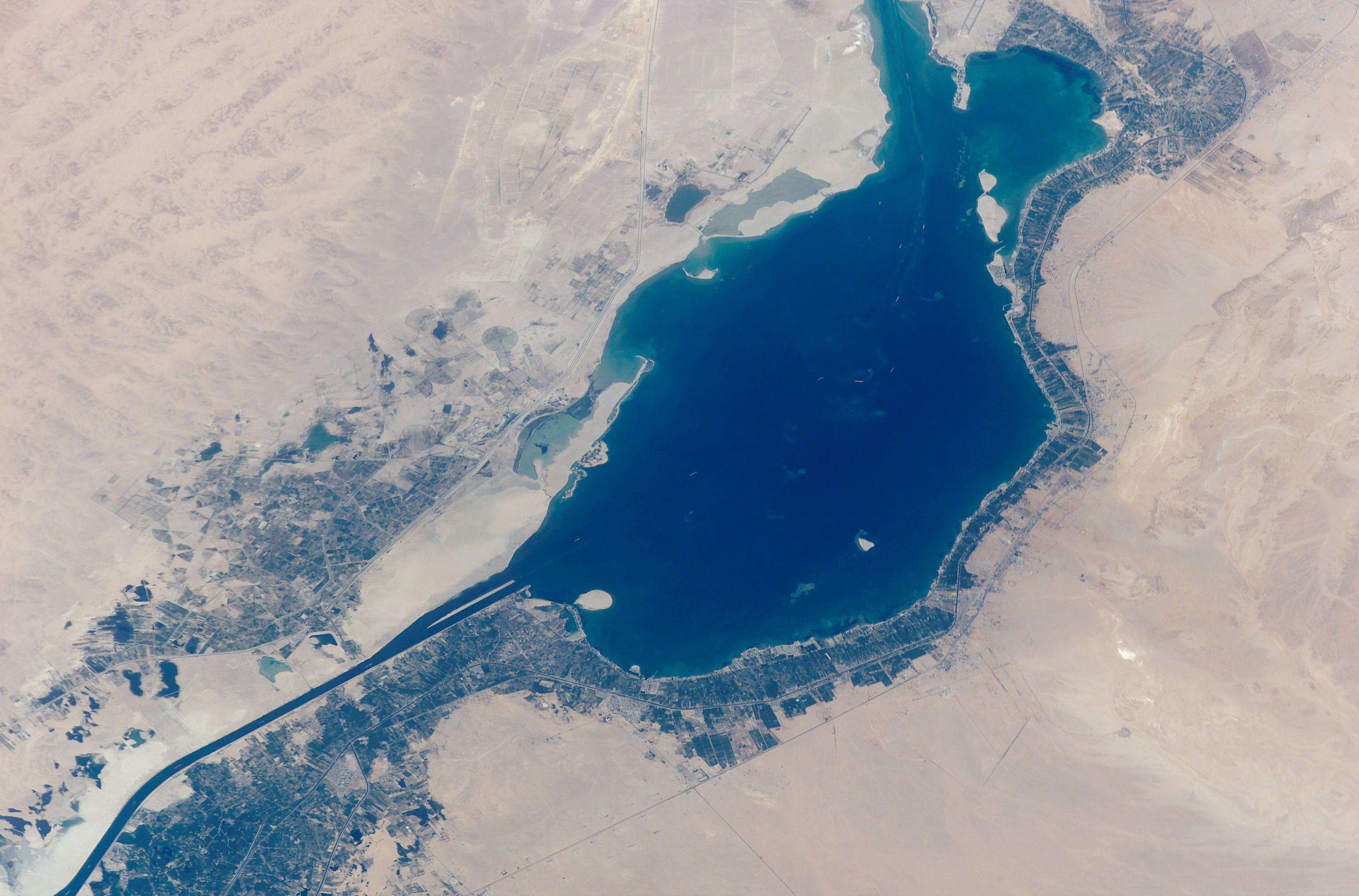
البحيرات المرة

الأسطول الأصفر (بالإنجليزية: Yellow Fleet) هو الاسم المعطى لمجموعة من أربعة عشر سفينة حوصرت في قناة السويس في البحيرة المرة الكبرى في الفترة من عام 1967 إلى عام 1975؛ نتيجة لحرب 1967. ونشأ الاسم من ظهور هذه السفن باللون الأصفر نتيجة لتراكم رمال الصحراء على متنها.

## أسماء السفن
1. MS Nordwind ( ألمانيا الغربية)
2. MS Münsterland ( ألمانيا الغربية)
3. MS Killara ( السويد)
4. MS Nippon ( السويد)
5. MS Essayons, ex Sindh ( النرويج)
6. MS Agapenor ( المملكة المتحدة)
7. MS Melampus ( المملكة المتحدة)
8. MS Scottish Star ( المملكة المتحدة)
9. MS Port Invercargill (بريطانيا)
10. SS African Glen ( الولايات المتحدة)
11. MS Djakarta ( بولندا)
12. MS Boleslaw Bierut ( بولندا)
13. MS Vassil Levsky ( بلغاريا)
14. MS Lednice ( تشيكوسلوفاكيا)

## خلفية
في حزيران/يونيه 1967، كان هناك أربعة عشر سفينة تبحر شمالًا عن طريق قناة السويس، عندما اندلع القتال بين إسرائيل ومصر في ما أصبح يعرف باسم النكسة أو حرب الأيام الستة. وأغلق كلا طرفي القناة، وبعد ثلاثة أيام أصبح من الواضح أن القناة ستظل غير صالحة للملاحة لبعض الوقت نتيجة للسفن الغارقة في مسار القناة. وقد أُجبرت الأربعة عشر سفينة على الرسو في أوسع جزء من قناة السويس وهو البحيرة المرة الكبرى. بعض السفن الغارقة قطعت اتصال سفينة إس إس أوبزرفر بالسفن الأخرى واضطرت إلى الرسو في بحيرة التمساح.

## إغلاق 8 سنوات
في تشرين الأول / أكتوبر 1967 اجتمع كل قباطنة وأطقم السفن الاربعة عشر على السفينة MS Melampus لتأسيس «رابطة البحيرة المرة الكبرى (الإنجليزية: Great Bitter Lake Association)» التي من شأنها تقديم الدعم المتبادل. منذ ذلك الوقت اجتمع بانتظام أفراد الطواقم على متن سفنهم، وتم تنظيم المناسبات الاجتماعية، وأسس نادي لليخوت وعقدت «دورة البحيرة المرة للألعاب الأولمبية» في نفس توقيت ألعاب أولمبية صيفية 1968 في مدينة مكسيكو. طوروا نظام بريدي، وقاموا بتنفيذ طوابع يدوية أصبحت مرغوبة من هواة جمع الطوابع في جميع أنحاء العالم. وفقاً لتقرير لمجلة "التايم" الأميركية، يرجع تاريخه إلى عام 1969، فقد مثّلت السفينة البلغارية دار العرض السينمائية الرسمية لمجتمع البحيرات المرة.
بعد وقت أصبح من الممكن الحد من عدد أفراد الطاقم على متن السفن، عام 1969 جمعت السفن في عدة مجموعات ليتمكنوا من مواصلة خفض عدد أفراد الطاقم اللازمة للصيانة. من حيث النظام البريدي، وأسفر ذلك النظام عن إنشاء مجموعة من الطوابع مثل الطوابع تحمل اسم "Ms Müwinikies"، التي تستمد من أسماء السفن "Mü" (Münsterland), "wi" (Nordwind) "ni" (Nippon), "ki" (Killara) and "es" (Essayons). عام 1972 أرسل آخر أفراد طاقم السفن الألمانية إلى ألمانيا، تاركين صيانة السفن لشركة نرويجية.
في ربيع 1975 أُعيد افتتاح قناة السويس للملاحة الدولية، وفي 24 أيار/مايو، 1975، وصلت السفن الألمانية وmünsterland و nordwind إلى ميناء هامبورغ، واستقبلهما أكثر من 30000 متفرج. وقيل أنها السفينة الوحيدة التي تركت القناة باستخدام محركاتها الذاتية. أما بالنسبة للسفينة münsterland فكانت هذه هي نهاية الإبحار من أستراليا في رحلة دامت ثمانية أعوام وثلاثة أشهر وخمسة أيام.

### السفينة إس إس أوبزرفر
كانت السفينة الأمريكية الراسية في بحيرة التمساح خارج نطاق هذا الاتحاد وتعانى من العزلة والملل واطلق عليهم الامريكيون “على سبيل السخرية” لقب FBI، وغرقت هذه السفينة لاحقا بصاروخ اسرائيلى في حرب أكتوبر 1973م.

## الإرث
عام 2011 أقام الفنان السويسري "أورييل أورلو" في القاهرة بمركز الصورة المعاصرة معرض "الزمن قصيرة وطويلة" في الفترة ما بين 4 ديسمبر حتى 9 يناير المقبل بدعم من المؤسسة الثقافية السويسرية الى تناول حادثة سفن الأسطول الأصفر 
في العقد الثاني من القرن الحادي والعشرين، تجدد الاهتمام بهذه الحادثة. نُشر كتابان يوثقان رحلة السفن التي استمرت ثماني سنوات في البحيرات المرة، وهما "سنوات من الضياع في بحيرة بيتر الكبرى" (بالألمانية Acht Jahre gefangen im Großen Bittersee) لهانز يورغن فيتهوفت (2015)، و"عالقون في حرب الأيام الستة" (بالإنجليزية Stranded in the Six-Day War ) لكاث سينكر (2017).
وفي الأول من يونيو عام 2017، نظّم المتحف الوطني في ليفربول، احتفالية اجتمع فيها نحو 100 شخص من البحارة الذين كانوا ضمن تجربة الأسطول الأصفر، في ذكرى مرور 50 عاماً على الظرف الفريد الذي جمعهم.

## انظر ايضا
- إغلاق قناة السويس (1967-1975)
- عملية تطهير قناة السويس عام 1974
- تعطل قناة السويس 2021

## روابط خارجية
- الاسطور الاصفر - قناة الجزيرة الوثائقية
- تقرير : قناة السويس.. الأسطول الأصفر كان هنا